# Proteopatia
Em medicina, proteopatia designa uma classe de doenças na qual determinadas proteínas se tornam estruturalmente anormais, interferindo assim com a função das células, tecidos e órgãos do organismo. Muitas vezes as proteínas não se enovelam na sua configuração normal, podendo neste caso tornar-se de alguma forma tóxicas ou perder as suas funções normais. Entre as proteopatias mais comuns estão a doença de Alzheimer, doença de Parkinson, diabetes mellitus tipo 2, amiloidose, para além de um vasto conjunto de outros transtornos.
O conceito de proteopatia teve origem em meados do século XIX, quando, em 1854, Rudolf Virchow cunhou o termo amiloide (semelhante ao amido) para descrever uma substância no corpora amylacea que apresentava uma reação química semelhante à da celulose. Em 1859, Nikolaus Friedreich e August Kekulé demonstrarem que, em vez de ser constituído por celulose, o amiloide era na realidade rico em proteínas. A investigação posterior revelou que existem diversas proteínas que podem formar amiloide e que todos os amiloides têm em comum birrefringência mediante a incidência de luz polarizada após serem marcados com vermelho Congo, assim como ultraestrutura fibrilar quando observados ao microscópio eletrónico. No entanto, algumas lesões proteicas não exibem birrefrigência e contêm poucos ou nenhum fibrilos amiloides, como por exemplo os depósitos de beta amiloides no cérebro de pacientes de Alzheimer. Para além disso, existem evidências de que os pequenos agregados de proteínas não fibrilares, denominados oligómeros, são tóxicos para as células do órgão afetado e que as proteínas amiloidogénicas na sua forma fibrilar podem ser relativamente benignas.